# Parabellum
Parabellum (lat. parare (förbereda) och bellum (krig) således förbereda eller förberedelse för krig) är en ammunitionsbeteckning. Beteckningen härrör från den latinska frasen: ”Si vis pacem, para bellum” (Vegetius skrev i De re militari bok 3 ursprungligen "qui desiderat pacem, praeparet bellum" ); översättning: Den som önskar fred ska förbereda sig för krig.